# Perdiu boscana camaverda
La perdiu boscana camaverda(Tropicoperdix chloropus) és una espècie d'ocell de la família dels fasiànids (Phasianidae) que habita zones boscoses de les terres baixes de Myanmar, sud-oest de la Xina, Tailàndia i Indoxina.

## Taxonomia
Antany era inclosa al gènere Arborophila fins a la recuperació del gènere Tropicoperdix. La subespècie del nord del Vietnam, antany era considerada part de l'espècie Arborophila charltonii i actualment és considerada per alguns autors una espècie de ple dret amb el nom de Perdiu boscana de Tonquín (Arborophila tonkinensis, Delacour 1927).